# قائمة النقود المعدنية المغربية
هذه قائمة النقود المعدنية المغربية وهي تشمل الإصدارات النقدية المعدنية الصادرة في المملكة المغربية من عام 1959، يتكون الدرهم المغربي من 100 سنتيم.

## تاريخ

### قطع سُحبت من التداول
- فئة درهم واحد فضية، إصدار 1960، التي طرحت للتداول بموجب المرسوم رقم 726-60-2 الصادر في 30 أغسطس 1960.
- فئة درهم واحد فضية، إصدار 1965، التي طرحت للتداول بموجب المرسوم رقم 114-65-2 الصادر في 30 مارس 1965.
- فئة 5 دراهم، إصدار 1975، التي طرحت للتداول بموجب المرسوم رقم 360-75-2 الصادر في 17 يوليو 1975.

## الفئات المتداولة

### درهم

#### 0.5 درهم
| \| \|                            | \| \|                            | \| \|                                 | \| \|                                 | \| \| |
| -------------------------------- | -------------------------------- | ------------------------------------- | ------------------------------------- | ----- |
| 1/2 درهم مغربي معدني (1987)      |                                  |                                       |                                       |       |
| الوجه : 1407 - 1987 1/2 نصف درهم | الوجه : 1407 - 1987 1/2 نصف درهم | العكس : الحسن الثاني المملكة المغربية | العكس : الحسن الثاني المملكة المغربية |       |
| الكتلة 4 غ                       | المعدن نحاس - نيكل               | القطر 21 مم                           | السُمك 1.55 مم                         |       |
| المصمم(ون)                       | المصمم(ون)                       | الحواف مسكوكة                         | الحواف مسكوكة                         |       |
| الطرازات 1987                    | الطرازات 1987                    | القيمة الاسمية 0.5 درهم مغربي         | القيمة الاسمية 0.5 درهم مغربي         |       |
|                                  |                                  |                                       |                                       |       |

| \| \|                       | \| \|                | \| \|                                | \| \|                                | \| \| |
| --------------------------- | -------------------- | ------------------------------------ | ------------------------------------ | ----- |
| 1/2 درهم مغربي معدني (2002) |                      |                                      |                                      |       |
| الوجه : 1/2 نصف درهم        | الوجه : 1/2 نصف درهم | العكس : 1423 - 2002 المملكة المغربية | العكس : 1423 - 2002 المملكة المغربية |       |
| الكتلة 4 غ                  | المعدن نحاس - نيكل   | القطر 21 مم                          | السُمك 1.45 مم                        |       |
| المصمم(ون)                  | المصمم(ون)           | الحواف مسكوكة                        | الحواف مسكوكة                        |       |
| الطرازات 2002               | الطرازات 2002        | القيمة الاسمية 0.5 درهم مغربي        | القيمة الاسمية 0.5 درهم مغربي        |       |
|                             |                      |                                      |                                      |       |

| \| \|                            | \| \|                            | \| \|                         | \| \|                         | \| \| |
| -------------------------------- | -------------------------------- | ----------------------------- | ----------------------------- | ----- |
| 1/2 درهم مغربي معدني (2011)      |                                  |                               |                               |       |
| الوجه : 1432 - 2011 1/2 نصف درهم | الوجه : 1432 - 2011 1/2 نصف درهم | العكس : المملكة المغربية      | العكس : المملكة المغربية      |       |
| الكتلة 4 غ                       | المعدن نيكل مطلي فولاذ           | القطر 21 مم                   | السُمك 1.7 مم                  |       |
| المصمم(ون)                       | المصمم(ون)                       | الحواف مسكوكة                 | الحواف مسكوكة                 |       |
| الطرازات 2011                    | الطرازات 2011                    | القيمة الاسمية 0.5 درهم مغربي | القيمة الاسمية 0.5 درهم مغربي |       |
|                                  |                                  |                               |                               |       |

| \| \|                            | \| \|                            | \| \|                         | \| \|                         | \| \| |
| -------------------------------- | -------------------------------- | ----------------------------- | ----------------------------- | ----- |
| 1/2 درهم مغربي معدني (2012)      |                                  |                               |                               |       |
| الوجه : 1433 - 2012 1/2 نصف درهم | الوجه : 1433 - 2012 1/2 نصف درهم | العكس : المملكة المغربية      | العكس : المملكة المغربية      |       |
| الكتلة 4 غ                       | المعدن نيكل مطلي فولاذ           | القطر 21 مم                   | السُمك 1.7 مم                  |       |
| المصمم(ون)                       | المصمم(ون)                       | الحواف مسكوكة                 | الحواف مسكوكة                 |       |
| الطرازات 2012                    | الطرازات 2012                    | القيمة الاسمية 0.5 درهم مغربي | القيمة الاسمية 0.5 درهم مغربي |       |
|                                  |                                  |                               |                               |       |

| \| \|                            | \| \|                            | \| \|                         | \| \|                         | \| \| |
| -------------------------------- | -------------------------------- | ----------------------------- | ----------------------------- | ----- |
| 1/2 درهم مغربي معدني (2013)      |                                  |                               |                               |       |
| الوجه : 1434 - 2013 1/2 نصف درهم | الوجه : 1434 - 2013 1/2 نصف درهم | العكس : المملكة المغربية      | العكس : المملكة المغربية      |       |
| الكتلة 4 غ                       | المعدن نيكل مطلي فولاذ           | القطر 21 مم                   | السُمك 1.7 مم                  |       |
| المصمم(ون)                       | المصمم(ون)                       | الحواف مسكوكة                 | الحواف مسكوكة                 |       |
| الطرازات 2013                    | الطرازات 2013                    | القيمة الاسمية 0.5 درهم مغربي | القيمة الاسمية 0.5 درهم مغربي |       |
|                                  |                                  |                               |                               |       |

| \| \|                            | \| \|                            | \| \|                         | \| \|                         | \| \| |
| -------------------------------- | -------------------------------- | ----------------------------- | ----------------------------- | ----- |
| 1/2 درهم مغربي معدني (2014)      |                                  |                               |                               |       |
| الوجه : 1435 - 2014 1/2 نصف درهم | الوجه : 1435 - 2014 1/2 نصف درهم | العكس : المملكة المغربية      | العكس : المملكة المغربية      |       |
| الكتلة 4 غ                       | المعدن نيكل مطلي فولاذ           | القطر 21 مم                   | السُمك 1.7 مم                  |       |
| المصمم(ون)                       | المصمم(ون)                       | الحواف مسكوكة                 | الحواف مسكوكة                 |       |
| الطرازات 2014                    | الطرازات 2014                    | القيمة الاسمية 0.5 درهم مغربي | القيمة الاسمية 0.5 درهم مغربي |       |
|                                  |                                  |                               |                               |       |

| \| \|                            | \| \|                            | \| \|                         | \| \|                         | \| \| |
| -------------------------------- | -------------------------------- | ----------------------------- | ----------------------------- | ----- |
| 1/2 درهم مغربي معدني (2015)      |                                  |                               |                               |       |
| الوجه : 1436 - 2015 1/2 نصف درهم | الوجه : 1436 - 2015 1/2 نصف درهم | العكس : المملكة المغربية      | العكس : المملكة المغربية      |       |
| الكتلة 4 غ                       | المعدن نيكل مطلي فولاذ           | القطر 21 مم                   | السُمك 1.7 مم                  |       |
| المصمم(ون)                       | المصمم(ون)                       | الحواف مسكوكة                 | الحواف مسكوكة                 |       |
| الطرازات 2015                    | الطرازات 2015                    | القيمة الاسمية 0.5 درهم مغربي | القيمة الاسمية 0.5 درهم مغربي |       |
|                                  |                                  |                               |                               |       |

| \| \|                            | \| \|                            | \| \|                         | \| \|                         | \| \| |
| -------------------------------- | -------------------------------- | ----------------------------- | ----------------------------- | ----- |
| 1/2 درهم مغربي معدني (2016)      |                                  |                               |                               |       |
| الوجه : 1437 - 2016 1/2 نصف درهم | الوجه : 1437 - 2016 1/2 نصف درهم | العكس : المملكة المغربية      | العكس : المملكة المغربية      |       |
| الكتلة 4 غ                       | المعدن نيكل مطلي فولاذ           | القطر 21 مم                   | السُمك 1.7 مم                  |       |
| المصمم(ون)                       | المصمم(ون)                       | الحواف مسكوكة                 | الحواف مسكوكة                 |       |
| الطرازات 2016                    | الطرازات 2016                    | القيمة الاسمية 0.5 درهم مغربي | القيمة الاسمية 0.5 درهم مغربي |       |
|                                  |                                  |                               |                               |       |

| \| \|                            | \| \|                            | \| \|                         | \| \|                         | \| \| |
| -------------------------------- | -------------------------------- | ----------------------------- | ----------------------------- | ----- |
| 1/2 درهم مغربي معدني (2017)      |                                  |                               |                               |       |
| الوجه : 1438 - 2017 1/2 نصف درهم | الوجه : 1438 - 2017 1/2 نصف درهم | العكس : المملكة المغربية      | العكس : المملكة المغربية      |       |
| الكتلة 4 غ                       | المعدن نيكل مطلي فولاذ           | القطر 21 مم                   | السُمك 1.7 مم                  |       |
| المصمم(ون)                       | المصمم(ون)                       | الحواف مسكوكة                 | الحواف مسكوكة                 |       |
| الطرازات 2017                    | الطرازات 2017                    | القيمة الاسمية 0.5 درهم مغربي | القيمة الاسمية 0.5 درهم مغربي |       |
|                                  |                                  |                               |                               |       |

| \| \|                            | \| \|                            | \| \|                         | \| \|                         | \| \| |
| -------------------------------- | -------------------------------- | ----------------------------- | ----------------------------- | ----- |
| 1/2 درهم مغربي معدني (2018)      |                                  |                               |                               |       |
| الوجه : 1439 - 2018 1/2 نصف درهم | الوجه : 1439 - 2018 1/2 نصف درهم | العكس : المملكة المغربية      | العكس : المملكة المغربية      |       |
| الكتلة 4 غ                       | المعدن نيكل مطلي فولاذ           | القطر 21 مم                   | السُمك 1.7 مم                  |       |
| المصمم(ون)                       | المصمم(ون)                       | الحواف مسكوكة                 | الحواف مسكوكة                 |       |
| الطرازات 2018                    | الطرازات 2018                    | القيمة الاسمية 0.5 درهم مغربي | القيمة الاسمية 0.5 درهم مغربي |       |
|                                  |                                  |                               |                               |       |

| \| \|                            | \| \|                            | \| \|                         | \| \|                         | \| \| |
| -------------------------------- | -------------------------------- | ----------------------------- | ----------------------------- | ----- |
| 1/2 درهم مغربي معدني (2019)      |                                  |                               |                               |       |
| الوجه : 1440 - 2019 1/2 نصف درهم | الوجه : 1440 - 2019 1/2 نصف درهم | العكس : المملكة المغربية      | العكس : المملكة المغربية      |       |
| الكتلة 4 غ                       | المعدن نيكل مطلي فولاذ           | القطر 21 مم                   | السُمك 1.7 مم                  |       |
| المصمم(ون)                       | المصمم(ون)                       | الحواف مسكوكة                 | الحواف مسكوكة                 |       |
| الطرازات 2019                    | الطرازات 2019                    | القيمة الاسمية 0.5 درهم مغربي | القيمة الاسمية 0.5 درهم مغربي |       |
|                                  |                                  |                               |                               |       |

| \| \|                            | \| \|                            | \| \|                         | \| \|                         | \| \| |
| -------------------------------- | -------------------------------- | ----------------------------- | ----------------------------- | ----- |
| 1/2 درهم مغربي معدني (2020)      |                                  |                               |                               |       |
| الوجه : 1441 - 2020 1/2 نصف درهم | الوجه : 1441 - 2020 1/2 نصف درهم | العكس : المملكة المغربية      | العكس : المملكة المغربية      |       |
| الكتلة 4 غ                       | المعدن نيكل مطلي فولاذ           | القطر 21 مم                   | السُمك 1.7 مم                  |       |
| المصمم(ون)                       | المصمم(ون)                       | الحواف مسكوكة                 | الحواف مسكوكة                 |       |
| الطرازات 2020                    | الطرازات 2020                    | القيمة الاسمية 0.5 درهم مغربي | القيمة الاسمية 0.5 درهم مغربي |       |
|                                  |                                  |                               |                               |       |

| \| \|                            | \| \|                            | \| \|                         | \| \|                         | \| \| |
| -------------------------------- | -------------------------------- | ----------------------------- | ----------------------------- | ----- |
| 1/2 درهم مغربي معدني (2021)      |                                  |                               |                               |       |
| الوجه : 1442 - 2021 1/2 نصف درهم | الوجه : 1442 - 2021 1/2 نصف درهم | العكس : المملكة المغربية      | العكس : المملكة المغربية      |       |
| الكتلة 4 غ                       | المعدن نيكل مطلي فولاذ           | القطر 21 مم                   | السُمك 1.7 مم                  |       |
| المصمم(ون)                       | المصمم(ون)                       | الحواف مسكوكة                 | الحواف مسكوكة                 |       |
| الطرازات 2021                    | الطرازات 2021                    | القيمة الاسمية 0.5 درهم مغربي | القيمة الاسمية 0.5 درهم مغربي |       |
|                                  |                                  |                               |                               |       |

| \| \|                            | \| \|                            | \| \|                         | \| \|                         | \| \| |
| -------------------------------- | -------------------------------- | ----------------------------- | ----------------------------- | ----- |
| 1/2 درهم مغربي معدني (2022)      |                                  |                               |                               |       |
| الوجه : 1443 - 2022 1/2 نصف درهم | الوجه : 1443 - 2022 1/2 نصف درهم | العكس : المملكة المغربية      | العكس : المملكة المغربية      |       |
| الكتلة 4 غ                       | المعدن نيكل مطلي فولاذ           | القطر 21 مم                   | السُمك 1.7 مم                  |       |
| المصمم(ون)                       | المصمم(ون)                       | الحواف مسكوكة                 | الحواف مسكوكة                 |       |
| الطرازات 2022                    | الطرازات 2022                    | القيمة الاسمية 0.5 درهم مغربي | القيمة الاسمية 0.5 درهم مغربي |       |
|                                  |                                  |                               |                               |       |

| \| \|                            | \| \|                            | \| \|                         | \| \|                         | \| \| |
| -------------------------------- | -------------------------------- | ----------------------------- | ----------------------------- | ----- |
| 1/2 درهم مغربي معدني (2023)      |                                  |                               |                               |       |
| الوجه : 1445 - 2023 1/2 نصف درهم | الوجه : 1445 - 2023 1/2 نصف درهم | العكس : المملكة المغربية      | العكس : المملكة المغربية      |       |
| الكتلة 4 غ                       | المعدن نيكل مطلي فولاذ           | القطر 21 مم                   | السُمك 1.7 مم                  |       |
| المصمم(ون)                       | المصمم(ون)                       | الحواف مسكوكة                 | الحواف مسكوكة                 |       |
| الطرازات 2023                    | الطرازات 2023                    | القيمة الاسمية 0.5 درهم مغربي | القيمة الاسمية 0.5 درهم مغربي |       |
|                                  |                                  |                               |                               |       |

#### 1 درهم
| \| \|                           | \| \|                           | \| \|                                | \| \|                                | \| \| |
| ------------------------------- | ------------------------------- | ------------------------------------ | ------------------------------------ | ----- |
| 1 درهم مغربي معدني (1960)       |                                 |                                      |                                      |       |
| الوجه : 1380 - 1960 1 درهم واحد | الوجه : 1380 - 1960 1 درهم واحد | العكس : المملكة المغربية محمد الخامس | العكس : المملكة المغربية محمد الخامس |       |
| الكتلة 6 غ                      | المعدن فضة 0.600                | القطر 24 مم                          | السُمك 1.63 مم                        |       |
| المصمم(ون)                      | المصمم(ون)                      | الحواف مسكوكة                        | الحواف مسكوكة                        |       |
| الطرازات 1960                   | الطرازات 1960                   | القيمة الاسمية 1 درهم مغربي          | القيمة الاسمية 1 درهم مغربي          |       |
|                                 |                                 |                                      |                                      |       |

| \| \|                           | \| \|                           | \| \|                                 | \| \|                                 | \| \| |
| ------------------------------- | ------------------------------- | ------------------------------------- | ------------------------------------- | ----- |
| 1 درهم مغربي معدني (1965)       |                                 |                                       |                                       |       |
| الوجه : 1384 - 1965 1 درهم واحد | الوجه : 1384 - 1965 1 درهم واحد | العكس : الحسن الثاني المملكة المغربية | العكس : الحسن الثاني المملكة المغربية |       |
| الكتلة 6 غ                      | المعدن نيكل                     | القطر 24 مم                           | السُمك 1.7 مم                          |       |
| المصمم(ون)                      | المصمم(ون)                      | الحواف مسكوكة                         | الحواف مسكوكة                         |       |
| الطرازات 1965                   | الطرازات 1965                   | القيمة الاسمية 1 درهم مغربي           | القيمة الاسمية 1 درهم مغربي           |       |
|                                 |                                 |                                       |                                       |       |

| \| \|                           | \| \|                           | \| \|                                 | \| \|                                 | \| \| |
| ------------------------------- | ------------------------------- | ------------------------------------- | ------------------------------------- | ----- |
| 1 درهم مغربي معدني (1968)       |                                 |                                       |                                       |       |
| الوجه : 1388 - 1968 1 درهم واحد | الوجه : 1388 - 1968 1 درهم واحد | العكس : الحسن الثاني المملكة المغربية | العكس : الحسن الثاني المملكة المغربية |       |
| الكتلة 6 غ                      | المعدن نيكل                     | القطر 24 مم                           | السُمك 1.7 مم                          |       |
| المصمم(ون)                      | المصمم(ون)                      | الحواف مسكوكة                         | الحواف مسكوكة                         |       |
| الطرازات 1968                   | الطرازات 1968                   | القيمة الاسمية 1 درهم مغربي           | القيمة الاسمية 1 درهم مغربي           |       |
|                                 |                                 |                                       |                                       |       |

| \| \|                           | \| \|                           | \| \|                                 | \| \|                                 | \| \| |
| ------------------------------- | ------------------------------- | ------------------------------------- | ------------------------------------- | ----- |
| 1 درهم مغربي معدني (1969)       |                                 |                                       |                                       |       |
| الوجه : 1389 - 1969 1 درهم واحد | الوجه : 1389 - 1969 1 درهم واحد | العكس : الحسن الثاني المملكة المغربية | العكس : الحسن الثاني المملكة المغربية |       |
| الكتلة 6 غ                      | المعدن نيكل                     | القطر 24 مم                           | السُمك 1.7 مم                          |       |
| المصمم(ون)                      | المصمم(ون)                      | الحواف مسكوكة                         | الحواف مسكوكة                         |       |
| الطرازات 1969                   | الطرازات 1969                   | القيمة الاسمية 1 درهم مغربي           | القيمة الاسمية 1 درهم مغربي           |       |
|                                 |                                 |                                       |                                       |       |

| \| \|                           | \| \|                           | \| \|                                 | \| \|                                 | \| \| |
| ------------------------------- | ------------------------------- | ------------------------------------- | ------------------------------------- | ----- |
| 1 درهم مغربي معدني (1974)       |                                 |                                       |                                       |       |
| الوجه : 1394 - 1974 1 درهم واحد | الوجه : 1394 - 1974 1 درهم واحد | العكس : الحسن الثاني المملكة المغربية | العكس : الحسن الثاني المملكة المغربية |       |
| الكتلة 6 غ                      | المعدن نحاس - نيكل              | القطر 24 مم                           | السُمك 1.63 مم                         |       |
| المصمم(ون)                      | المصمم(ون)                      | الحواف مسكوكة                         | الحواف مسكوكة                         |       |
| الطرازات 1974                   | الطرازات 1974                   | القيمة الاسمية 1 درهم مغربي           | القيمة الاسمية 1 درهم مغربي           |       |
|                                 |                                 |                                       |                                       |       |

| \| \|                           | \| \|                           | \| \|                                 | \| \|                                 | \| \| |
| ------------------------------- | ------------------------------- | ------------------------------------- | ------------------------------------- | ----- |
| 1 درهم مغربي معدني (1987)       |                                 |                                       |                                       |       |
| الوجه : 1407 - 1987 1 درهم واحد | الوجه : 1407 - 1987 1 درهم واحد | العكس : الحسن الثاني المملكة المغربية | العكس : الحسن الثاني المملكة المغربية |       |
| الكتلة 6 غ                      | المعدن نحاس - نيكل              | القطر 24 مم                           | السُمك 1.6 مم                          |       |
| المصمم(ون)                      | المصمم(ون)                      | الحواف مسكوكة                         | الحواف مسكوكة                         |       |
| الطرازات 1987                   | الطرازات 1987                   | القيمة الاسمية 1 درهم مغربي           | القيمة الاسمية 1 درهم مغربي           |       |
|                                 |                                 |                                       |                                       |       |

| \| \|                           | \| \|                           | \| \|                                | \| \|                                | \| \| |
| ------------------------------- | ------------------------------- | ------------------------------------ | ------------------------------------ | ----- |
| 1 درهم مغربي معدني (2002)       |                                 |                                      |                                      |       |
| الوجه : 2002 - 1423 1 درهم واحد | الوجه : 2002 - 1423 1 درهم واحد | العكس : المملكة المغربية محمد السادس | العكس : المملكة المغربية محمد السادس |       |
| الكتلة 6 غ                      | المعدن نحاس - نيكل              | القطر 24 مم                          | السُمك 1.7 مم                         |       |
| المصمم(ون)                      | المصمم(ون)                      | الحواف مسكوكة                        | الحواف مسكوكة                        |       |
| الطرازات 2002                   | الطرازات 2002                   | القيمة الاسمية 1 درهم مغربي          | القيمة الاسمية 1 درهم مغربي          |       |
|                                 |                                 |                                      |                                      |       |

| \| \|                           | \| \|                           | \| \|                                | \| \|                                | \| \| |
| ------------------------------- | ------------------------------- | ------------------------------------ | ------------------------------------ | ----- |
| 1 درهم مغربي معدني (2011)       |                                 |                                      |                                      |       |
| الوجه : 1432 - 2011 1 درهم واحد | الوجه : 1432 - 2011 1 درهم واحد | العكس : المملكة المغربية محمد السادس | العكس : المملكة المغربية محمد السادس |       |
| الكتلة 6 غ                      | المعدن نيكل مطلي فولاذ          | القطر 24 مم                          | السُمك 1.7 مم                         |       |
| المصمم(ون)                      | المصمم(ون)                      | الحواف مسكوكة                        | الحواف مسكوكة                        |       |
| الطرازات 2011                   | الطرازات 2011                   | القيمة الاسمية 1 درهم مغربي          | القيمة الاسمية 1 درهم مغربي          |       |
|                                 |                                 |                                      |                                      |       |

| \| \|                           | \| \|                           | \| \|                                | \| \|                                | \| \| |
| ------------------------------- | ------------------------------- | ------------------------------------ | ------------------------------------ | ----- |
| 1 درهم مغربي معدني (2012)       |                                 |                                      |                                      |       |
| الوجه : 1433 - 2012 1 درهم واحد | الوجه : 1433 - 2012 1 درهم واحد | العكس : المملكة المغربية محمد السادس | العكس : المملكة المغربية محمد السادس |       |
| الكتلة 6 غ                      | المعدن نيكل مطلي فولاذ          | القطر 24 مم                          | السُمك 1.7 مم                         |       |
| المصمم(ون)                      | المصمم(ون)                      | الحواف مسكوكة                        | الحواف مسكوكة                        |       |
| الطرازات 2012                   | الطرازات 2012                   | القيمة الاسمية 1 درهم مغربي          | القيمة الاسمية 1 درهم مغربي          |       |
|                                 |                                 |                                      |                                      |       |

| \| \|                           | \| \|                           | \| \|                                | \| \|                                | \| \| |
| ------------------------------- | ------------------------------- | ------------------------------------ | ------------------------------------ | ----- |
| 1 درهم مغربي معدني (2013)       |                                 |                                      |                                      |       |
| الوجه : 1434 - 2013 1 درهم واحد | الوجه : 1434 - 2013 1 درهم واحد | العكس : المملكة المغربية محمد السادس | العكس : المملكة المغربية محمد السادس |       |
| الكتلة 6 غ                      | المعدن نيكل مطلي فولاذ          | القطر 24 مم                          | السُمك 1.7 مم                         |       |
| المصمم(ون)                      | المصمم(ون)                      | الحواف مسكوكة                        | الحواف مسكوكة                        |       |
| الطرازات 2013                   | الطرازات 2013                   | القيمة الاسمية 1 درهم مغربي          | القيمة الاسمية 1 درهم مغربي          |       |
|                                 |                                 |                                      |                                      |       |

| \| \|                           | \| \|                           | \| \|                                | \| \|                                | \| \| |
| ------------------------------- | ------------------------------- | ------------------------------------ | ------------------------------------ | ----- |
| 1 درهم مغربي معدني (2014)       |                                 |                                      |                                      |       |
| الوجه : 1435 - 2014 1 درهم واحد | الوجه : 1435 - 2014 1 درهم واحد | العكس : المملكة المغربية محمد السادس | العكس : المملكة المغربية محمد السادس |       |
| الكتلة 6 غ                      | المعدن نيكل مطلي فولاذ          | القطر 24 مم                          | السُمك 1.7 مم                         |       |
| المصمم(ون)                      | المصمم(ون)                      | الحواف مسكوكة                        | الحواف مسكوكة                        |       |
| الطرازات 2014                   | الطرازات 2014                   | القيمة الاسمية 1 درهم مغربي          | القيمة الاسمية 1 درهم مغربي          |       |
|                                 |                                 |                                      |                                      |       |

| \| \|                           | \| \|                           | \| \|                                | \| \|                                | \| \| |
| ------------------------------- | ------------------------------- | ------------------------------------ | ------------------------------------ | ----- |
| 1 درهم مغربي معدني (2015)       |                                 |                                      |                                      |       |
| الوجه : 1436 - 2015 1 درهم واحد | الوجه : 1436 - 2015 1 درهم واحد | العكس : المملكة المغربية محمد السادس | العكس : المملكة المغربية محمد السادس |       |
| الكتلة 6 غ                      | المعدن نيكل مطلي فولاذ          | القطر 24 مم                          | السُمك 1.7 مم                         |       |
| المصمم(ون)                      | المصمم(ون)                      | الحواف مسكوكة                        | الحواف مسكوكة                        |       |
| الطرازات 2015                   | الطرازات 2015                   | القيمة الاسمية 1 درهم مغربي          | القيمة الاسمية 1 درهم مغربي          |       |
|                                 |                                 |                                      |                                      |       |

| \| \|                           | \| \|                           | \| \|                                | \| \|                                | \| \| |
| ------------------------------- | ------------------------------- | ------------------------------------ | ------------------------------------ | ----- |
| 1 درهم مغربي معدني (2016)       |                                 |                                      |                                      |       |
| الوجه : 1437 - 2016 1 درهم واحد | الوجه : 1437 - 2016 1 درهم واحد | العكس : المملكة المغربية محمد السادس | العكس : المملكة المغربية محمد السادس |       |
| الكتلة 6 غ                      | المعدن نيكل مطلي فولاذ          | القطر 24 مم                          | السُمك 1.7 مم                         |       |
| المصمم(ون)                      | المصمم(ون)                      | الحواف مسكوكة                        | الحواف مسكوكة                        |       |
| الطرازات 2016                   | الطرازات 2016                   | القيمة الاسمية 1 درهم مغربي          | القيمة الاسمية 1 درهم مغربي          |       |
|                                 |                                 |                                      |                                      |       |

| \| \|                           | \| \|                           | \| \|                                | \| \|                                | \| \| |
| ------------------------------- | ------------------------------- | ------------------------------------ | ------------------------------------ | ----- |
| 1 درهم مغربي معدني (2017)       |                                 |                                      |                                      |       |
| الوجه : 1438 - 2017 1 درهم واحد | الوجه : 1438 - 2017 1 درهم واحد | العكس : المملكة المغربية محمد السادس | العكس : المملكة المغربية محمد السادس |       |
| الكتلة 6 غ                      | المعدن نيكل مطلي فولاذ          | القطر 24 مم                          | السُمك 1.7 مم                         |       |
| المصمم(ون)                      | المصمم(ون)                      | الحواف مسكوكة                        | الحواف مسكوكة                        |       |
| الطرازات 2017                   | الطرازات 2017                   | القيمة الاسمية 1 درهم مغربي          | القيمة الاسمية 1 درهم مغربي          |       |
|                                 |                                 |                                      |                                      |       |

| \| \|                           | \| \|                           | \| \|                                | \| \|                                | \| \| |
| ------------------------------- | ------------------------------- | ------------------------------------ | ------------------------------------ | ----- |
| 1 درهم مغربي معدني (2018)       |                                 |                                      |                                      |       |
| الوجه : 1439 - 2018 1 درهم واحد | الوجه : 1439 - 2018 1 درهم واحد | العكس : المملكة المغربية محمد السادس | العكس : المملكة المغربية محمد السادس |       |
| الكتلة 6 غ                      | المعدن نيكل مطلي فولاذ          | القطر 24 مم                          | السُمك 1.7 مم                         |       |
| المصمم(ون)                      | المصمم(ون)                      | الحواف مسكوكة                        | الحواف مسكوكة                        |       |
| الطرازات 2018                   | الطرازات 2018                   | القيمة الاسمية 1 درهم مغربي          | القيمة الاسمية 1 درهم مغربي          |       |
|                                 |                                 |                                      |                                      |       |

| \| \|                           | \| \|                           | \| \|                                | \| \|                                | \| \| |
| ------------------------------- | ------------------------------- | ------------------------------------ | ------------------------------------ | ----- |
| 1 درهم مغربي معدني (2019)       |                                 |                                      |                                      |       |
| الوجه : 1440 - 2019 1 درهم واحد | الوجه : 1440 - 2019 1 درهم واحد | العكس : المملكة المغربية محمد السادس | العكس : المملكة المغربية محمد السادس |       |
| الكتلة 6 غ                      | المعدن نيكل مطلي فولاذ          | القطر 24 مم                          | السُمك 1.7 مم                         |       |
| المصمم(ون)                      | المصمم(ون)                      | الحواف مسكوكة                        | الحواف مسكوكة                        |       |
| الطرازات 2019                   | الطرازات 2019                   | القيمة الاسمية 1 درهم مغربي          | القيمة الاسمية 1 درهم مغربي          |       |
|                                 |                                 |                                      |                                      |       |

| \| \|                           | \| \|                           | \| \|                                | \| \|                                | \| \| |
| ------------------------------- | ------------------------------- | ------------------------------------ | ------------------------------------ | ----- |
| 1 درهم مغربي معدني (2020)       |                                 |                                      |                                      |       |
| الوجه : 1441 - 2020 1 درهم واحد | الوجه : 1441 - 2020 1 درهم واحد | العكس : المملكة المغربية محمد السادس | العكس : المملكة المغربية محمد السادس |       |
| الكتلة 6 غ                      | المعدن نيكل مطلي فولاذ          | القطر 24 مم                          | السُمك 1.7 مم                         |       |
| المصمم(ون)                      | المصمم(ون)                      | الحواف مسكوكة                        | الحواف مسكوكة                        |       |
| الطرازات 2020                   | الطرازات 2020                   | القيمة الاسمية 1 درهم مغربي          | القيمة الاسمية 1 درهم مغربي          |       |
|                                 |                                 |                                      |                                      |       |

| \| \|                           | \| \|                           | \| \|                                | \| \|                                | \| \| |
| ------------------------------- | ------------------------------- | ------------------------------------ | ------------------------------------ | ----- |
| 1 درهم مغربي معدني (2021)       |                                 |                                      |                                      |       |
| الوجه : 1442 - 2021 1 درهم واحد | الوجه : 1442 - 2021 1 درهم واحد | العكس : المملكة المغربية محمد السادس | العكس : المملكة المغربية محمد السادس |       |
| الكتلة 6 غ                      | المعدن نيكل مطلي فولاذ          | القطر 24 مم                          | السُمك 1.7 مم                         |       |
| المصمم(ون)                      | المصمم(ون)                      | الحواف مسكوكة                        | الحواف مسكوكة                        |       |
| الطرازات 2021                   | الطرازات 2021                   | القيمة الاسمية 1 درهم مغربي          | القيمة الاسمية 1 درهم مغربي          |       |
|                                 |                                 |                                      |                                      |       |

| \| \|                           | \| \|                           | \| \|                                | \| \|                                | \| \| |
| ------------------------------- | ------------------------------- | ------------------------------------ | ------------------------------------ | ----- |
| 1 درهم مغربي معدني (2022)       |                                 |                                      |                                      |       |
| الوجه : 1443 - 2022 1 درهم واحد | الوجه : 1443 - 2022 1 درهم واحد | العكس : المملكة المغربية محمد السادس | العكس : المملكة المغربية محمد السادس |       |
| الكتلة 6 غ                      | المعدن نيكل مطلي فولاذ          | القطر 24 مم                          | السُمك 1.7 مم                         |       |
| المصمم(ون)                      | المصمم(ون)                      | الحواف مسكوكة                        | الحواف مسكوكة                        |       |
| الطرازات 2022                   | الطرازات 2022                   | القيمة الاسمية 1 درهم مغربي          | القيمة الاسمية 1 درهم مغربي          |       |
|                                 |                                 |                                      |                                      |       |

| \| \|                     | \| \|                  | \| \|                                | \| \|                                | \| \| |
| ------------------------- | ---------------------- | ------------------------------------ | ------------------------------------ | ----- |
| 1 درهم مغربي معدني (2023) |                        |                                      |                                      |       |
| الوجه : 1 1445 - 2023     | الوجه : 1 1445 - 2023  | العكس : المملكة المغربية محمد السادس | العكس : المملكة المغربية محمد السادس |       |
| الكتلة 6 غ                | المعدن نيكل مطلي فولاذ | القطر 24 مم                          | السُمك 1.9 مم                         |       |
| المصمم(ون)                | المصمم(ون)             | الحواف مسكوكة                        | الحواف مسكوكة                        |       |
| الطرازات 2023             | الطرازات 2023          | القيمة الاسمية 1 درهم مغربي          | القيمة الاسمية 1 درهم مغربي          |       |
|                           |                        |                                      |                                      |       |

#### 2 درهم
| \| \|                        | \| \|                        | \| \|                                | \| \|                                | \| \| |
| ---------------------------- | ---------------------------- | ------------------------------------ | ------------------------------------ | ----- |
| 2 درهم مغربي معدني (2002)    |                              |                                      |                                      |       |
| الوجه : 1423 - 2002 2 درهمان | الوجه : 1423 - 2002 2 درهمان | العكس : المملكة المغربية محمد السادس | العكس : المملكة المغربية محمد السادس |       |
| الكتلة 7 غ                   | المعدن نحاس - نيكل           | القطر 26 مم                          | السُمك 1.74 مم                        |       |
| المصمم(ون)                   | المصمم(ون)                   | الحواف مسكوكة                        | الحواف مسكوكة                        |       |
| الطرازات 2002                | الطرازات 2002                | القيمة الاسمية 2 درهم مغربي          | القيمة الاسمية 2 درهم مغربي          |       |
|                              |                              |                                      |                                      |       |

#### 5 درهم
| \| \|                            | \| \|                            | \| \|                                 | \| \|                                 | \| \| |
| -------------------------------- | -------------------------------- | ------------------------------------- | ------------------------------------- | ----- |
| 5 درهم مغربي معدني (1965)        |                                  |                                       |                                       |       |
| الوجه : 1384 - 1965 5 خمسة دراهم | الوجه : 1384 - 1965 5 خمسة دراهم | العكس : الحسن الثاني المملكة المغربية | العكس : الحسن الثاني المملكة المغربية |       |
| الكتلة 11.75 غ                   | المعدن فضة 0.720                 | القطر 29 مم                           | السُمك 2 مم                            |       |
| المصمم(ون)                       | المصمم(ون)                       | الحواف مسكوكة                         | الحواف مسكوكة                         |       |
| الطرازات 1965                    | الطرازات 1965                    | القيمة الاسمية 5 درهم مغربي           | القيمة الاسمية 5 درهم مغربي           |       |
|                                  |                                  |                                       |                                       |       |

| \| \|                            | \| \|                            | \| \|                                 | \| \|                                 | \| \| |
| -------------------------------- | -------------------------------- | ------------------------------------- | ------------------------------------- | ----- |
| 5 درهم مغربي معدني (1980)        |                                  |                                       |                                       |       |
| الوجه : 1400 - 1980 5 خمسة دراهم | الوجه : 1400 - 1980 5 خمسة دراهم | العكس : الحسن الثاني المملكة المغربية | العكس : الحسن الثاني المملكة المغربية |       |
| الكتلة 12 غ                      | المعدن نحاس - نيكل               | القطر 29 مم                           | السُمك 2.23 مم                         |       |
| المصمم(ون)                       | المصمم(ون)                       | الحواف مسكوكة                         | الحواف مسكوكة                         |       |
| الطرازات 1980                    | الطرازات 1980                    | القيمة الاسمية 5 درهم مغربي           | القيمة الاسمية 5 درهم مغربي           |       |
|                                  |                                  |                                       |                                       |       |

| \| \|                            | \| \|                                                          | \| \|                                 | \| \|                                 | \| \| |
| -------------------------------- | -------------------------------------------------------------- | ------------------------------------- | ------------------------------------- | ----- |
| 5 درهم مغربي معدني (1987)        |                                                                |                                       |                                       |       |
| الوجه : 1407 - 1987 5 خمسة دراهم | الوجه : 1407 - 1987 5 خمسة دراهم                               | العكس : الحسن الثاني المملكة المغربية | العكس : الحسن الثاني المملكة المغربية |       |
| الكتلة 6.8 غ                     | المعدن ثنائي المعادن: ألمنيوم-برونز من الوسط، فولاذ من الأطراف | القطر 26.2 مم                         | السُمك 1.84 مم                         |       |
| المصمم(ون)                       | المصمم(ون)                                                     | الحواف مصكوك مع جزء أملس              | الحواف مصكوك مع جزء أملس              |       |
| الطرازات 1987                    | الطرازات 1987                                                  | القيمة الاسمية 5 درهم مغربي           | القيمة الاسمية 5 درهم مغربي           |       |
|                                  |                                                                |                                       |                                       |       |

| \| \|                            | \| \|                                                          | \| \|                                | \| \|                                | \| \| |
| -------------------------------- | -------------------------------------------------------------- | ------------------------------------ | ------------------------------------ | ----- |
| 5 درهم مغربي معدني (2002)        |                                                                |                                      |                                      |       |
| الوجه : 1423 - 2002 5 خمسة دراهم | الوجه : 1423 - 2002 5 خمسة دراهم                               | العكس : المملكة المغربية محمد السادس | العكس : المملكة المغربية محمد السادس |       |
| الكتلة 7.5 غ                     | المعدن ثنائي المعادن : نحاس أصفر من الوس، نحاس-نيكل من الأطراف | القطر 25 مم                          | السُمك 2 مم                           |       |
| المصمم(ون)                       | المصمم(ون)                                                     | الحواف مصكوك مع جزء أملس             | الحواف مصكوك مع جزء أملس             |       |
| الطرازات 2002                    | الطرازات 2002                                                  | القيمة الاسمية 5 درهم مغربي          | القيمة الاسمية 5 درهم مغربي          |       |
|                                  |                                                                |                                      |                                      |       |

| \| \|                            | \| \|                                                           | \| \|                                | \| \|                                | \| \| |
| -------------------------------- | --------------------------------------------------------------- | ------------------------------------ | ------------------------------------ | ----- |
| 5 درهم مغربي معدني (2011)        |                                                                 |                                      |                                      |       |
| الوجه : 5 1432 - 2011 خمسة دراهم | الوجه : 5 1432 - 2011 خمسة دراهم                                | العكس : المملكة المغربية محمد السادس | العكس : المملكة المغربية محمد السادس |       |
| الكتلة 7.5 غ                     | المعدن ثنائية المعدن: المركز نورديك غولد، الخاتم النحاس والنيكل | القطر 25 مم                          | السُمك 2 مم                           |       |
| المصمم(ون)                       | المصمم(ون)                                                      | الحواف مصكوك مع جزء أملس             | الحواف مصكوك مع جزء أملس             |       |
| الطرازات 2011                    | الطرازات 2011                                                   | القيمة الاسمية 5 درهم مغربي          | القيمة الاسمية 5 درهم مغربي          |       |
|                                  |                                                                 |                                      |                                      |       |

| \| \|                            | \| \|                                                           | \| \|                                | \| \|                                | \| \| |
| -------------------------------- | --------------------------------------------------------------- | ------------------------------------ | ------------------------------------ | ----- |
| 5 درهم مغربي معدني (2013)        |                                                                 |                                      |                                      |       |
| الوجه : 5 1433 - 2012 خمسة دراهم | الوجه : 5 1433 - 2012 خمسة دراهم                                | العكس : المملكة المغربية محمد السادس | العكس : المملكة المغربية محمد السادس |       |
| الكتلة 7.5 غ                     | المعدن ثنائية المعدن: المركز نورديك غولد، الخاتم النحاس والنيكل | القطر 25 مم                          | السُمك 2 مم                           |       |
| المصمم(ون)                       | المصمم(ون)                                                      | الحواف مصكوك مع جزء أملس             | الحواف مصكوك مع جزء أملس             |       |
| الطرازات 2013                    | الطرازات 2013                                                   | القيمة الاسمية 5 درهم مغربي          | القيمة الاسمية 5 درهم مغربي          |       |
|                                  |                                                                 |                                      |                                      |       |

| \| \|                            | \| \|                                                           | \| \|                                | \| \|                                | \| \| |
| -------------------------------- | --------------------------------------------------------------- | ------------------------------------ | ------------------------------------ | ----- |
| 5 درهم مغربي معدني (2014)        |                                                                 |                                      |                                      |       |
| الوجه : 5 1435 - 2014 خمسة دراهم | الوجه : 5 1435 - 2014 خمسة دراهم                                | العكس : المملكة المغربية محمد السادس | العكس : المملكة المغربية محمد السادس |       |
| الكتلة 7.5 غ                     | المعدن ثنائية المعدن: المركز نورديك غولد، الخاتم النحاس والنيكل | القطر 25 مم                          | السُمك 2 مم                           |       |
| المصمم(ون)                       | المصمم(ون)                                                      | الحواف مصكوك مع جزء أملس             | الحواف مصكوك مع جزء أملس             |       |
| الطرازات 2014                    | الطرازات 2014                                                   | القيمة الاسمية 5 درهم مغربي          | القيمة الاسمية 5 درهم مغربي          |       |
|                                  |                                                                 |                                      |                                      |       |

| \| \|                            | \| \|                                                           | \| \|                                | \| \|                                | \| \| |
| -------------------------------- | --------------------------------------------------------------- | ------------------------------------ | ------------------------------------ | ----- |
| 5 درهم مغربي معدني (2015)        |                                                                 |                                      |                                      |       |
| الوجه : 5 1436 - 2015 خمسة دراهم | الوجه : 5 1436 - 2015 خمسة دراهم                                | العكس : المملكة المغربية محمد السادس | العكس : المملكة المغربية محمد السادس |       |
| الكتلة 7.5 غ                     | المعدن ثنائية المعدن: المركز نورديك غولد، الخاتم النحاس والنيكل | القطر 25 مم                          | السُمك 2 مم                           |       |
| المصمم(ون)                       | المصمم(ون)                                                      | الحواف مصكوك مع جزء أملس             | الحواف مصكوك مع جزء أملس             |       |
| الطرازات 2015                    | الطرازات 2015                                                   | القيمة الاسمية 5 درهم مغربي          | القيمة الاسمية 5 درهم مغربي          |       |
|                                  |                                                                 |                                      |                                      |       |

| \| \|                            | \| \|                                                           | \| \|                                | \| \|                                | \| \| |
| -------------------------------- | --------------------------------------------------------------- | ------------------------------------ | ------------------------------------ | ----- |
| 5 درهم مغربي معدني (2016)        |                                                                 |                                      |                                      |       |
| الوجه : 5 1437 - 2016 خمسة دراهم | الوجه : 5 1437 - 2016 خمسة دراهم                                | العكس : المملكة المغربية محمد السادس | العكس : المملكة المغربية محمد السادس |       |
| الكتلة 7.5 غ                     | المعدن ثنائية المعدن: المركز نورديك غولد، الخاتم النحاس والنيكل | القطر 25 مم                          | السُمك 2 مم                           |       |
| المصمم(ون)                       | المصمم(ون)                                                      | الحواف مصكوك مع جزء أملس             | الحواف مصكوك مع جزء أملس             |       |
| الطرازات 2016                    | الطرازات 2016                                                   | القيمة الاسمية 5 درهم مغربي          | القيمة الاسمية 5 درهم مغربي          |       |
|                                  |                                                                 |                                      |                                      |       |

| \| \|                            | \| \|                                                           | \| \|                                | \| \|                                | \| \| |
| -------------------------------- | --------------------------------------------------------------- | ------------------------------------ | ------------------------------------ | ----- |
| 5 درهم مغربي معدني (2017)        |                                                                 |                                      |                                      |       |
| الوجه : 5 1438 - 2017 خمسة دراهم | الوجه : 5 1438 - 2017 خمسة دراهم                                | العكس : المملكة المغربية محمد السادس | العكس : المملكة المغربية محمد السادس |       |
| الكتلة 7.5 غ                     | المعدن ثنائية المعدن: المركز نورديك غولد، الخاتم النحاس والنيكل | القطر 25 مم                          | السُمك 2 مم                           |       |
| المصمم(ون)                       | المصمم(ون)                                                      | الحواف مصكوك مع جزء أملس             | الحواف مصكوك مع جزء أملس             |       |
| الطرازات 2017                    | الطرازات 2017                                                   | القيمة الاسمية 5 درهم مغربي          | القيمة الاسمية 5 درهم مغربي          |       |
|                                  |                                                                 |                                      |                                      |       |

| \| \|                            | \| \|                                                           | \| \|                                | \| \|                                | \| \| |
| -------------------------------- | --------------------------------------------------------------- | ------------------------------------ | ------------------------------------ | ----- |
| 5 درهم مغربي معدني (2018)        |                                                                 |                                      |                                      |       |
| الوجه : 5 1439 - 2018 خمسة دراهم | الوجه : 5 1439 - 2018 خمسة دراهم                                | العكس : المملكة المغربية محمد السادس | العكس : المملكة المغربية محمد السادس |       |
| الكتلة 7.5 غ                     | المعدن ثنائية المعدن: المركز نورديك غولد، الخاتم النحاس والنيكل | القطر 25 مم                          | السُمك 2 مم                           |       |
| المصمم(ون)                       | المصمم(ون)                                                      | الحواف مصكوك مع جزء أملس             | الحواف مصكوك مع جزء أملس             |       |
| الطرازات 2018                    | الطرازات 2018                                                   | القيمة الاسمية 5 درهم مغربي          | القيمة الاسمية 5 درهم مغربي          |       |
|                                  |                                                                 |                                      |                                      |       |

| \| \|                            | \| \|                                                           | \| \|                                | \| \|                                | \| \| |
| -------------------------------- | --------------------------------------------------------------- | ------------------------------------ | ------------------------------------ | ----- |
| 5 درهم مغربي معدني (2019)        |                                                                 |                                      |                                      |       |
| الوجه : 5 1440 - 2019 خمسة دراهم | الوجه : 5 1440 - 2019 خمسة دراهم                                | العكس : المملكة المغربية محمد السادس | العكس : المملكة المغربية محمد السادس |       |
| الكتلة 7.5 غ                     | المعدن ثنائية المعدن: المركز نورديك غولد، الخاتم النحاس والنيكل | القطر 25 مم                          | السُمك 2 مم                           |       |
| المصمم(ون)                       | المصمم(ون)                                                      | الحواف مصكوك مع جزء أملس             | الحواف مصكوك مع جزء أملس             |       |
| الطرازات 2019                    | الطرازات 2019                                                   | القيمة الاسمية 5 درهم مغربي          | القيمة الاسمية 5 درهم مغربي          |       |
|                                  |                                                                 |                                      |                                      |       |

| \| \|                            | \| \|                                                           | \| \|                                | \| \|                                | \| \| |
| -------------------------------- | --------------------------------------------------------------- | ------------------------------------ | ------------------------------------ | ----- |
| 5 درهم مغربي معدني (2020)        |                                                                 |                                      |                                      |       |
| الوجه : 5 1441 - 2020 خمسة دراهم | الوجه : 5 1441 - 2020 خمسة دراهم                                | العكس : المملكة المغربية محمد السادس | العكس : المملكة المغربية محمد السادس |       |
| الكتلة 7.5 غ                     | المعدن ثنائية المعدن: المركز نورديك غولد، الخاتم النحاس والنيكل | القطر 25 مم                          | السُمك 2 مم                           |       |
| المصمم(ون)                       | المصمم(ون)                                                      | الحواف مصكوك مع جزء أملس             | الحواف مصكوك مع جزء أملس             |       |
| الطرازات 2020                    | الطرازات 2020                                                   | القيمة الاسمية 5 درهم مغربي          | القيمة الاسمية 5 درهم مغربي          |       |
|                                  |                                                                 |                                      |                                      |       |

| \| \|                            | \| \|                                                           | \| \|                                | \| \|                                | \| \| |
| -------------------------------- | --------------------------------------------------------------- | ------------------------------------ | ------------------------------------ | ----- |
| 5 درهم مغربي معدني (2021)        |                                                                 |                                      |                                      |       |
| الوجه : 5 1442 - 2021 خمسة دراهم | الوجه : 5 1442 - 2021 خمسة دراهم                                | العكس : المملكة المغربية محمد السادس | العكس : المملكة المغربية محمد السادس |       |
| الكتلة 7.5 غ                     | المعدن ثنائية المعدن: المركز نورديك غولد، الخاتم النحاس والنيكل | القطر 25 مم                          | السُمك 2 مم                           |       |
| المصمم(ون)                       | المصمم(ون)                                                      | الحواف مصكوك مع جزء أملس             | الحواف مصكوك مع جزء أملس             |       |
| الطرازات 2021                    | الطرازات 2021                                                   | القيمة الاسمية 5 درهم مغربي          | القيمة الاسمية 5 درهم مغربي          |       |
|                                  |                                                                 |                                      |                                      |       |

| \| \|                            | \| \|                                                           | \| \|                                | \| \|                                | \| \| |
| -------------------------------- | --------------------------------------------------------------- | ------------------------------------ | ------------------------------------ | ----- |
| 5 درهم مغربي معدني (2022)        |                                                                 |                                      |                                      |       |
| الوجه : 5 1443 - 2022 خمسة دراهم | الوجه : 5 1443 - 2022 خمسة دراهم                                | العكس : المملكة المغربية محمد السادس | العكس : المملكة المغربية محمد السادس |       |
| الكتلة 7.5 غ                     | المعدن ثنائية المعدن: المركز نورديك غولد، الخاتم النحاس والنيكل | القطر 25 مم                          | السُمك 2 مم                           |       |
| المصمم(ون)                       | المصمم(ون)                                                      | الحواف مصكوك مع جزء أملس             | الحواف مصكوك مع جزء أملس             |       |
| الطرازات 2022                    | الطرازات 2022                                                   | القيمة الاسمية 5 درهم مغربي          | القيمة الاسمية 5 درهم مغربي          |       |
|                                  |                                                                 |                                      |                                      |       |

| \| \|                            | \| \|                                                           | \| \|                                | \| \|                                | \| \| |
| -------------------------------- | --------------------------------------------------------------- | ------------------------------------ | ------------------------------------ | ----- |
| 5 درهم مغربي معدني (2023)        |                                                                 |                                      |                                      |       |
| الوجه : 5 خمسة دراهم 1445 - 2023 | الوجه : 5 خمسة دراهم 1445 - 2023                                | العكس : المملكة المغربية محمد السادس | العكس : المملكة المغربية محمد السادس |       |
| الكتلة 7.5 غ                     | المعدن ثنائية المعدن: المركز نورديك غولد، الخاتم النحاس والنيكل | القطر 25 مم                          | السُمك 2 مم                           |       |
| المصمم(ون)                       | المصمم(ون)                                                      | الحواف مصكوك مع جزء أملس             | الحواف مصكوك مع جزء أملس             |       |
| الطرازات 2023                    | الطرازات 2023                                                   | القيمة الاسمية 5 درهم مغربي          | القيمة الاسمية 5 درهم مغربي          |       |
|                                  |                                                                 |                                      |                                      |       |

#### 10 دراهم
| \| \|                             | \| \|                                                                    | \| \|                                 | \| \|                                 | \| \| |
| --------------------------------- | ------------------------------------------------------------------------ | ------------------------------------- | ------------------------------------- | ----- |
| 10 درهم مغربي معدني (1995)        |                                                                          |                                       |                                       |       |
| الوجه : 10 1415 - 1995 عشرة دراهم | الوجه : 10 1415 - 1995 عشرة دراهم                                        | العكس : الحسن الثاني المملكة المغربية | العكس : الحسن الثاني المملكة المغربية |       |
| الكتلة 12 غ                       | المعدن ثنائية المعدن: مركز النحاس والنيكل، الخاتم من الألومنيوم والبرونز | القطر 28 مم                           | السُمك 2.4 مم                          |       |
| المصمم(ون)                        | المصمم(ون)                                                               | الحواف مسكوكة                         | الحواف مسكوكة                         |       |
| الطرازات 1995                     | الطرازات 1995                                                            | القيمة الاسمية 10 درهم مغربي          | القيمة الاسمية 10 درهم مغربي          |       |
|                                   |                                                                          |                                       |                                       |       |

| \| \|                             | \| \|                             | \| \|                                | \| \|                                | \| \| |
| --------------------------------- | --------------------------------- | ------------------------------------ | ------------------------------------ | ----- |
| 10 درهم مغربي معدني (2002)        |                                   |                                      |                                      |       |
| الوجه : 10 1423 - 2002 عشرة دراهم | الوجه : 10 1423 - 2002 عشرة دراهم | العكس : المملكة المغربية محمد السادس | العكس : المملكة المغربية محمد السادس |       |
| الكتلة 9 غ                        | المعدن نحاس-نيكل، نحاس أصفر       | القطر 26.9 مم                        | السُمك 2 مم                           |       |
| المصمم(ون)                        | المصمم(ون)                        | الحواف مسكوكة                        | الحواف مسكوكة                        |       |
| الطرازات 2002                     | الطرازات 2002                     | القيمة الاسمية 10 درهم مغربي         | القيمة الاسمية 10 درهم مغربي         |       |
|                                   |                                   |                                      |                                      |       |

| \| \|                      | \| \|                       | \| \|                                | \| \|                                | \| \| |
| -------------------------- | --------------------------- | ------------------------------------ | ------------------------------------ | ----- |
| 10 درهم مغربي معدني (2011) |                             |                                      |                                      |       |
| الوجه : 10 عشرة دراهم      | الوجه : 10 عشرة دراهم       | العكس : المملكة المغربية محمد السادس | العكس : المملكة المغربية محمد السادس |       |
| الكتلة 9 غ                 | المعدن نحاس-نيكل، نحاس أصفر | القطر 27 مم                          | السُمك 2.1 مم                         |       |
| المصمم(ون)                 | المصمم(ون)                  | الحواف منقوش ومسكوك ناعم             | الحواف منقوش ومسكوك ناعم             |       |
| الطرازات 2011              | الطرازات 2011               | القيمة الاسمية 10 درهم مغربي         | القيمة الاسمية 10 درهم مغربي         |       |
|                            |                             |                                      |                                      |       |

| \| \|                             | \| \|                             | \| \|                                | \| \|                                | \| \| |
| --------------------------------- | --------------------------------- | ------------------------------------ | ------------------------------------ | ----- |
| 10 درهم مغربي معدني (2013)        |                                   |                                      |                                      |       |
| الوجه : 10 1434 - 2013 عشرة دراهم | الوجه : 10 1434 - 2013 عشرة دراهم | العكس : المملكة المغربية محمد السادس | العكس : المملكة المغربية محمد السادس |       |
| الكتلة 9 غ                        | المعدن نحاس-نيكل، نحاس أصفر       | القطر 27 مم                          | السُمك 2.1 مم                         |       |
| المصمم(ون)                        | المصمم(ون)                        | الحواف منقوش ومسكوك ناعم             | الحواف منقوش ومسكوك ناعم             |       |
| الطرازات 2013                     | الطرازات 2013                     | القيمة الاسمية 10 درهم مغربي         | القيمة الاسمية 10 درهم مغربي         |       |
|                                   |                                   |                                      |                                      |       |

| \| \|                             | \| \|                             | \| \|                                | \| \|                                | \| \| |
| --------------------------------- | --------------------------------- | ------------------------------------ | ------------------------------------ | ----- |
| 10 درهم مغربي معدني (2014)        |                                   |                                      |                                      |       |
| الوجه : 10 1435 - 2014 عشرة دراهم | الوجه : 10 1435 - 2014 عشرة دراهم | العكس : المملكة المغربية محمد السادس | العكس : المملكة المغربية محمد السادس |       |
| الكتلة 9 غ                        | المعدن نحاس-نيكل، نحاس أصفر       | القطر 27 مم                          | السُمك 2.1 مم                         |       |
| المصمم(ون)                        | المصمم(ون)                        | الحواف منقوش ومسكوك ناعم             | الحواف منقوش ومسكوك ناعم             |       |
| الطرازات 2014                     | الطرازات 2014                     | القيمة الاسمية 10 درهم مغربي         | القيمة الاسمية 10 درهم مغربي         |       |
|                                   |                                   |                                      |                                      |       |

| \| \|                             | \| \|                             | \| \|                                | \| \|                                | \| \| |
| --------------------------------- | --------------------------------- | ------------------------------------ | ------------------------------------ | ----- |
| 10 درهم مغربي معدني (2015)        |                                   |                                      |                                      |       |
| الوجه : 10 1436 - 2015 عشرة دراهم | الوجه : 10 1436 - 2015 عشرة دراهم | العكس : المملكة المغربية محمد السادس | العكس : المملكة المغربية محمد السادس |       |
| الكتلة 9 غ                        | المعدن نحاس-نيكل، نحاس أصفر       | القطر 27 مم                          | السُمك 2.1 مم                         |       |
| المصمم(ون)                        | المصمم(ون)                        | الحواف منقوش ومسكوك ناعم             | الحواف منقوش ومسكوك ناعم             |       |
| الطرازات 2015                     | الطرازات 2015                     | القيمة الاسمية 10 درهم مغربي         | القيمة الاسمية 10 درهم مغربي         |       |
|                                   |                                   |                                      |                                      |       |

| \| \|                             | \| \|                             | \| \|                                | \| \|                                | \| \| |
| --------------------------------- | --------------------------------- | ------------------------------------ | ------------------------------------ | ----- |
| 10 درهم مغربي معدني (2016)        |                                   |                                      |                                      |       |
| الوجه : 10 1437 - 2016 عشرة دراهم | الوجه : 10 1437 - 2016 عشرة دراهم | العكس : المملكة المغربية محمد السادس | العكس : المملكة المغربية محمد السادس |       |
| الكتلة 9 غ                        | المعدن نحاس-نيكل، نحاس أصفر       | القطر 27 مم                          | السُمك 2.1 مم                         |       |
| المصمم(ون)                        | المصمم(ون)                        | الحواف منقوش ومسكوك ناعم             | الحواف منقوش ومسكوك ناعم             |       |
| الطرازات 2016                     | الطرازات 2016                     | القيمة الاسمية 10 درهم مغربي         | القيمة الاسمية 10 درهم مغربي         |       |
|                                   |                                   |                                      |                                      |       |

| \| \|                             | \| \|                             | \| \|                                | \| \|                                | \| \| |
| --------------------------------- | --------------------------------- | ------------------------------------ | ------------------------------------ | ----- |
| 10 درهم مغربي معدني (2017)        |                                   |                                      |                                      |       |
| الوجه : 10 1438 - 2017 عشرة دراهم | الوجه : 10 1438 - 2017 عشرة دراهم | العكس : المملكة المغربية محمد السادس | العكس : المملكة المغربية محمد السادس |       |
| الكتلة 9 غ                        | المعدن نحاس-نيكل، نحاس أصفر       | القطر 27 مم                          | السُمك 2.1 مم                         |       |
| المصمم(ون)                        | المصمم(ون)                        | الحواف منقوش ومسكوك ناعم             | الحواف منقوش ومسكوك ناعم             |       |
| الطرازات 2017                     | الطرازات 2017                     | القيمة الاسمية 10 درهم مغربي         | القيمة الاسمية 10 درهم مغربي         |       |
|                                   |                                   |                                      |                                      |       |

| \| \|                             | \| \|                             | \| \|                                | \| \|                                | \| \| |
| --------------------------------- | --------------------------------- | ------------------------------------ | ------------------------------------ | ----- |
| 10 درهم مغربي معدني (2018)        |                                   |                                      |                                      |       |
| الوجه : 10 1439 - 2018 عشرة دراهم | الوجه : 10 1439 - 2018 عشرة دراهم | العكس : المملكة المغربية محمد السادس | العكس : المملكة المغربية محمد السادس |       |
| الكتلة 9 غ                        | المعدن نحاس-نيكل، نحاس أصفر       | القطر 27 مم                          | السُمك 2.1 مم                         |       |
| المصمم(ون)                        | المصمم(ون)                        | الحواف منقوش ومسكوك ناعم             | الحواف منقوش ومسكوك ناعم             |       |
| الطرازات 2018                     | الطرازات 2018                     | القيمة الاسمية 10 درهم مغربي         | القيمة الاسمية 10 درهم مغربي         |       |
|                                   |                                   |                                      |                                      |       |

| \| \|                             | \| \|                             | \| \|                                | \| \|                                | \| \| |
| --------------------------------- | --------------------------------- | ------------------------------------ | ------------------------------------ | ----- |
| 10 درهم مغربي معدني (2019)        |                                   |                                      |                                      |       |
| الوجه : 10 1440 - 2019 عشرة دراهم | الوجه : 10 1440 - 2019 عشرة دراهم | العكس : المملكة المغربية محمد السادس | العكس : المملكة المغربية محمد السادس |       |
| الكتلة 9 غ                        | المعدن نحاس-نيكل، نحاس أصفر       | القطر 27 مم                          | السُمك 2.1 مم                         |       |
| المصمم(ون)                        | المصمم(ون)                        | الحواف منقوش ومسكوك ناعم             | الحواف منقوش ومسكوك ناعم             |       |
| الطرازات 2019                     | الطرازات 2019                     | القيمة الاسمية 10 درهم مغربي         | القيمة الاسمية 10 درهم مغربي         |       |
|                                   |                                   |                                      |                                      |       |

| \| \|                             | \| \|                             | \| \|                                | \| \|                                | \| \| |
| --------------------------------- | --------------------------------- | ------------------------------------ | ------------------------------------ | ----- |
| 10 درهم مغربي معدني (2020)        |                                   |                                      |                                      |       |
| الوجه : 10 1441 - 2020 عشرة دراهم | الوجه : 10 1441 - 2020 عشرة دراهم | العكس : المملكة المغربية محمد السادس | العكس : المملكة المغربية محمد السادس |       |
| الكتلة 9 غ                        | المعدن نحاس-نيكل، نحاس أصفر       | القطر 27 مم                          | السُمك 2.1 مم                         |       |
| المصمم(ون)                        | المصمم(ون)                        | الحواف منقوش ومسكوك ناعم             | الحواف منقوش ومسكوك ناعم             |       |
| الطرازات 2020                     | الطرازات 2020                     | القيمة الاسمية 10 درهم مغربي         | القيمة الاسمية 10 درهم مغربي         |       |
|                                   |                                   |                                      |                                      |       |

| \| \|                             | \| \|                             | \| \|                                | \| \|                                | \| \| |
| --------------------------------- | --------------------------------- | ------------------------------------ | ------------------------------------ | ----- |
| 10 درهم مغربي معدني (2021)        |                                   |                                      |                                      |       |
| الوجه : 10 1442 - 2021 عشرة دراهم | الوجه : 10 1442 - 2021 عشرة دراهم | العكس : المملكة المغربية محمد السادس | العكس : المملكة المغربية محمد السادس |       |
| الكتلة 9 غ                        | المعدن نحاس-نيكل، نحاس أصفر       | القطر 27 مم                          | السُمك 2.1 مم                         |       |
| المصمم(ون)                        | المصمم(ون)                        | الحواف منقوش ومسكوك ناعم             | الحواف منقوش ومسكوك ناعم             |       |
| الطرازات 2021                     | الطرازات 2021                     | القيمة الاسمية 10 درهم مغربي         | القيمة الاسمية 10 درهم مغربي         |       |
|                                   |                                   |                                      |                                      |       |

| \| \|                             | \| \|                             | \| \|                                | \| \|                                | \| \| |
| --------------------------------- | --------------------------------- | ------------------------------------ | ------------------------------------ | ----- |
| 10 درهم مغربي معدني (2022)        |                                   |                                      |                                      |       |
| الوجه : 10 1443 - 2022 عشرة دراهم | الوجه : 10 1443 - 2022 عشرة دراهم | العكس : المملكة المغربية محمد السادس | العكس : المملكة المغربية محمد السادس |       |
| الكتلة 9 غ                        | المعدن نحاس-نيكل، نحاس أصفر       | القطر 27 مم                          | السُمك 2.1 مم                         |       |
| المصمم(ون)                        | المصمم(ون)                        | الحواف منقوش ومسكوك ناعم             | الحواف منقوش ومسكوك ناعم             |       |
| الطرازات 2022                     | الطرازات 2022                     | القيمة الاسمية 10 درهم مغربي         | القيمة الاسمية 10 درهم مغربي         |       |
|                                   |                                   |                                      |                                      |       |

| \| \|                             | \| \|                             | \| \|                                | \| \|                                | \| \| |
| --------------------------------- | --------------------------------- | ------------------------------------ | ------------------------------------ | ----- |
| 10 درهم مغربي معدني (2023)        |                                   |                                      |                                      |       |
| الوجه : 1445 - 2023 10 عشرة دراهم | الوجه : 1445 - 2023 10 عشرة دراهم | العكس : المملكة المغربية محمد السادس | العكس : المملكة المغربية محمد السادس |       |
| الكتلة 9 غ                        | المعدن نحاس-نيكل، نحاس أصفر       | القطر 27 مم                          | السُمك 2.1 مم                         |       |
| المصمم(ون)                        | المصمم(ون)                        | الحواف منقوش ومسكوك ناعم             | الحواف منقوش ومسكوك ناعم             |       |
| الطرازات 2023                     | الطرازات 2023                     | القيمة الاسمية 10 درهم مغربي         | القيمة الاسمية 10 درهم مغربي         |       |
|                                   |                                   |                                      |                                      |       |

## عملات تذكارية
| \| ذكرى تأسيس المنظمة العالمية للأغذية والزراعة \|                            | \| ذكرى تأسيس المنظمة العالمية للأغذية والزراعة \|                            | \| ذكرى تأسيس المنظمة العالمية للأغذية والزراعة \| | \| ذكرى تأسيس المنظمة العالمية للأغذية والزراعة \| | \| ذكرى تأسيس المنظمة العالمية للأغذية والزراعة \| |
| ----------------------------------------------------------------------------- | ----------------------------------------------------------------------------- | -------------------------------------------------- | -------------------------------------------------- | -------------------------------------------------- |
| 5 درهم مغربي معدني (1975)                                                     |                                                                               |                                                    |                                                    |                                                    |
| الوجه : 1395 - 1975 5 خمسة دراهم ذكرى تأسيس المنظمة العالمية للأغذية والزراعة | الوجه : 1395 - 1975 5 خمسة دراهم ذكرى تأسيس المنظمة العالمية للأغذية والزراعة | العكس : الحسن الثاني المملكة المغربية              | العكس : الحسن الثاني المملكة المغربية              |                                                    |
| الكتلة 12 غ                                                                   | المعدن نحاس - نيكل                                                            | القطر 29 مم                                        | السُمك 2.3 مم                                       |                                                    |
| المصمم(ون)                                                                    | المصمم(ون)                                                                    | الحواف مسكوكة                                      | الحواف مسكوكة                                      |                                                    |
| الطرازات 1975                                                                 | الطرازات 1975                                                                 | القيمة الاسمية 5 درهم مغربي                        | القيمة الاسمية 5 درهم مغربي                        |                                                    |
| ذكرى تأسيس المنظمة العالمية للأغذية والزراعة                                  |                                                                               |                                                    |                                                    |                                                    |

| \| الذكرى الخامسة والعشرون لدار السكة \|                                                                        | \| الذكرى الخامسة والعشرون لدار السكة \|                                                                        | \| الذكرى الخامسة والعشرون لدار السكة \|                                              | \| الذكرى الخامسة والعشرون لدار السكة \|                                              | \| الذكرى الخامسة والعشرون لدار السكة \| |
| --- | --- | ------------------------------------------------------------------------------------- | ------------------------------------------------------------------------------------- | ---------------------------------------- |
| 25 درهم مغربي معدني (2012)                                                                                      | |                                                                                       |                                                                                       |                                          |
| الوجه : الذكرى الخامسة والعشرون لدار السكة 5 مارس 1987 25 خمسة وعشرون درهما 25ème ANNIVERSAIRE DE DAR AS-SIKKAH | الوجه : الذكرى الخامسة والعشرون لدار السكة 5 مارس 1987 25 خمسة وعشرون درهما 25ème ANNIVERSAIRE DE DAR AS-SIKKAH | العكس : صاحب الجلالة محمد السادس والمغفور له الملك الحسن الثاني رحمه الله 1433 - 2012 | العكس : صاحب الجلالة محمد السادس والمغفور له الملك الحسن الثاني رحمه الله 1433 - 2012 |                                          |
| الكتلة 12.1 غ                                                                                                   | المعدن ثنائي المعادن : نحاس- نيكل من الوسط، نيكل-نحاس أصفر من الأطراف                                           | القطر 28.4 مم                                                                         | السُمك 2.6 مم                                                                          |                                          |
| المصمم(ون) | المصمم(ون) | الحواف ملساء                                                                          | الحواف ملساء                                                                          |                                          |
| الطرازات 2012                                                                                                   | الطرازات 2012                                                                                                   | القيمة الاسمية 25 درهم مغربي                                                          | القيمة الاسمية 25 درهم مغربي                                                          |                                          |
| الذكرى الخامسة والعشرون لدار السكة                                                                              | |                                                                                       |                                                                                       |                                          |

| \| تسجيل مدينة الرباط ضمن التراث العالمي لليونسكو \|                                    | \| تسجيل مدينة الرباط ضمن التراث العالمي لليونسكو \|                                    | \| تسجيل مدينة الرباط ضمن التراث العالمي لليونسكو \| | \| تسجيل مدينة الرباط ضمن التراث العالمي لليونسكو \| | \| تسجيل مدينة الرباط ضمن التراث العالمي لليونسكو \| |
| --------------------------------------------------------------------------------------- | --------------------------------------------------------------------------------------- | ---------------------------------------------------- | ---------------------------------------------------- | ---------------------------------------------------- |
| 100 درهم مغربي معدني (2012)                                                             |                                                                                         |                                                      |                                                      |                                                      |
| الوجه : الرباط تراث عالمي - اليونسكو درهم DIRHAMS 100 RABAT PATRIMOINE MONDIAL - UNESCO | الوجه : الرباط تراث عالمي - اليونسكو درهم DIRHAMS 100 RABAT PATRIMOINE MONDIAL - UNESCO | العكس : محمد السادس 1433 - 2012 المملكة المغربية     | العكس : محمد السادس 1433 - 2012 المملكة المغربية     |                                                      |
| الكتلة 12.1 غ                                                                           | المعدن ثنائي المعادن : نحاس- نيكل من الوسط، نيكل-نحاس أصفر من الأطراف                   | القطر 28.4 مم                                        | السُمك 2.6 مم                                         |                                                      |
| المصمم(ون)                                                                              | المصمم(ون)                                                                              | الحواف ملساء                                         | الحواف ملساء                                         |                                                      |
| الطرازات 2012                                                                           | الطرازات 2012                                                                           | القيمة الاسمية 100 درهم مغربي                        | القيمة الاسمية 100 درهم مغربي                        |                                                      |
| تسجيل مدينة الرباط ضمن التراث العالمي لليونسكو                                          |                                                                                         |                                                      |                                                      |                                                      |

## مسكوكات
| \| \|                                                       | \| \|                                                       | \| \|                                 | \| \|                                 | \| \| |
| ----------------------------------------------------------- | ----------------------------------------------------------- | ------------------------------------- | ------------------------------------- | ----- |
| 50 درهم مغربي معدني (1975)                                  |                                                             |                                       |                                       |       |
| الوجه : الذكرى العشرون للاستقلال 1395 - 1975 50 خمسون درهماً | الوجه : الذكرى العشرون للاستقلال 1395 - 1975 50 خمسون درهماً | العكس : الحسن الثاني المملكة المغربية | العكس : الحسن الثاني المملكة المغربية |       |
| الكتلة 35 غ                                                 | المعدن فضة 0.925                                            | القطر 42 مم                           | السُمك 2.68 مم                         |       |
| المصمم(ون)                                                  | المصمم(ون)                                                  | الحواف مسكوكة                         | الحواف مسكوكة                         |       |
| الطرازات 1975                                               | الطرازات 1975                                               | القيمة الاسمية 50 درهم مغربي          | القيمة الاسمية 50 درهم مغربي          |       |
|                                                             |                                                             |                                       |                                       |       |

| \| \|                                                    | \| \|                                                    | \| \|                                 | \| \|                                 | \| \| |
| -------------------------------------------------------- | -------------------------------------------------------- | ------------------------------------- | ------------------------------------- | ----- |
| 50 درهم مغربي معدني (1975)                               |                                                          |                                       |                                       |       |
| الوجه : السنة العالمية للمراة 1395 - 1975 50 خمسون درهماً | الوجه : السنة العالمية للمراة 1395 - 1975 50 خمسون درهماً | العكس : الحسن الثاني المملكة المغربية | العكس : الحسن الثاني المملكة المغربية |       |
| الكتلة 35 غ                                              | المعدن فضة 0.925                                         | القطر 42 مم                           | السُمك 2.68 مم                         |       |
| المصمم(ون)                                               | المصمم(ون)                                               | الحواف مسكوكة                         | الحواف مسكوكة                         |       |
| الطرازات 1975                                            | الطرازات 1975                                            | القيمة الاسمية 50 درهم مغربي          | القيمة الاسمية 50 درهم مغربي          |       |
|                                                          |                                                          |                                       |                                       |       |

| \| \|                                                            | \| \|                                                            | \| \|                                 | \| \|                                 | \| \| |
| ---------------------------------------------------------------- | ---------------------------------------------------------------- | ------------------------------------- | ------------------------------------- | ----- |
| 50 درهم مغربي معدني (1976)                                       |                                                                  |                                       |                                       |       |
| الوجه : الذكرى الأولى للمسيرة الخضراء 1396 - 1976 50 خمسون درهمًا | الوجه : الذكرى الأولى للمسيرة الخضراء 1396 - 1976 50 خمسون درهمًا | العكس : الحسن الثاني المملكة المغربية | العكس : الحسن الثاني المملكة المغربية |       |
| الكتلة 35 غ                                                      | المعدن فضة 0.925                                                 | القطر 42 مم                           | السُمك 2.68 مم                         |       |
| المصمم(ون)                                                       | المصمم(ون)                                                       | الحواف مسكوكة                         | الحواف مسكوكة                         |       |
| الطرازات 1976                                                    | الطرازات 1976                                                    | القيمة الاسمية 50 درهم مغربي          | القيمة الاسمية 50 درهم مغربي          |       |
|                                                                  |                                                                  |                                       |                                       |       |

| \| \|                                          | \| \|                                          | \| \|                                 | \| \|                                 | \| \| |
| ---------------------------------------------- | ---------------------------------------------- | ------------------------------------- | ------------------------------------- | ----- |
| 50 درهم مغربي معدني (1979)                     |                                                |                                       |                                       |       |
| الوجه : تاسع يوليوز 1399 - 1979 50 خمسون درهمًا | الوجه : تاسع يوليوز 1399 - 1979 50 خمسون درهمًا | العكس : الحسن الثاني المملكة المغربية | العكس : الحسن الثاني المملكة المغربية |       |
| الكتلة 35 غ                                    | المعدن فضة 0.925                               | القطر 42 مم                           | السُمك 2.68 مم                         |       |
| المصمم(ون)                                     | المصمم(ون)                                     | الحواف مسكوكة                         | الحواف مسكوكة                         |       |
| الطرازات 1979                                  | الطرازات 1979                                  | القيمة الاسمية 50 درهم مغربي          | القيمة الاسمية 50 درهم مغربي          |       |
|                                                |                                                |                                       |                                       |       |

| \| \|                                                                                                 | \| \|                                                                                                 | \| \|                                 | \| \|                                 | \| \| |
| --- | --- | ------------------------------------- | ------------------------------------- | ----- |
| 200 درهم مغربي معدني (1995)                                                                           | |                                       |                                       |       |
| الوجه : الذكرى الخمسون لتأسيس منظمة الأمم المتحدة 1416 - 1995 مائتا 200 درهم NATIONS UNITED FOR PEACE | الوجه : الذكرى الخمسون لتأسيس منظمة الأمم المتحدة 1416 - 1995 مائتا 200 درهم NATIONS UNITED FOR PEACE | العكس : الحسن الثاني المملكة المغربية | العكس : الحسن الثاني المملكة المغربية |       |
| الكتلة 15 غ                                                                                           | المعدن فضة 0.925                                                                                      | القطر 31 مم                           | السُمك                                 |       |
| المصمم(ون)                                                                                            | المصمم(ون)                                                                                            | الحواف مسكوكة                         | الحواف مسكوكة                         |       |
| الطرازات 1995                                                                                         | الطرازات 1995                                                                                         | القيمة الاسمية 200 درهم مغربي         | القيمة الاسمية 200 درهم مغربي         |       |
| | |                                       |                                       |       |